# Сорамиес, Ристо
Ри́сто Ма́тти Со́рамиес (фин. Risto Matti Soramies; род. 13 декабря 1946, Хельсинки) — финский лютеранский священнослужитель и миссионер; епископ независимой консервативной Евангелическо-лютеранской Миссионерской епархии Финляндии (2013—2020).

## Биография
Родился 13 декабря 1946 года в Хельсинки.
С 1972 по 2011 год был миссионером финской лютеранской «Народной миссии» (фин. Kansanlähetys), работал в Германии среди турецких иммигрантов. С февраля 2002 года по ноябрь 2011 года служил пастором-миссионером в лютеранской общине в Стамбуле, которую сам же и основал. Среди финских христиан считается знатоком ислама (занимался исследовательской работой в Гейдельбергском университете и Академии Финляндии).
С 2012 года входил в Совет Фонда Лютера. После выхода на пенсию Матти Вяйсянена, 16 марта 2013 года был избран (63 голоса против 19) вторым примасом Евангелическо-лютеранской Миссионерской епархии Финляндии.
4 мая 2013 года состоялась его ординация во епископа в хельсинкской часовне Святого Сердца. Рукоположение совершили епископ Матти Вяйсянен, епископ Роланд Густафссон из шведской Миссионерской провинции и епископ Тур Хенрик Вит из Евангелическо-лютеранской епархии Норвегии.
7 августа 2013 года епархия Тампере государственной Евангелическо-лютеранской церкви Финляндии лишила Ристо Сорамиеса пасторского сана.
В 2020 году Сорамиес по собственному желанию оставил служение епископа. Его преемником стал доктор Юхана Похьола.
Проживает в городе Керава.